# Galloperdix
A Galloperdix a madarak osztályának tyúkalakúak (Galliformes) rendjébe és a fácánfélék (Phasianidae) családjába tartozó nem.

## Rendszerezés
A nembe az alábbi 3 faj tartozik:
- Galloperdix spadicea
- Galloperdix lunulata
- Galloperdix bicalcarata

## Külső hivatkozás
- Képek az interneten nembe tartozó fajokról